# Грибанов, Виталий Фёдорович
Виталий Фёдорович Грибанов (1931—2003) — советский учёный и организатор создания ракетно-космической техники, доктор технических наук (1970), профессор (1973). Лауреат Государственной премии СССР (1981) и Премии Правительства Российской Федерации в области науки и техники (2002). Заслуженный деятель науки и техники РСФСР (1991).

## Биография
Родился 4 ноября 1931 года в деревне Староскаково, Калужского района Калужской области.
С 1950 по 1955 год обучался в Московском государственном университете, по окончании которого получил специализацию инженер-механика. С 1955 по 1960 год на работе в НИИ-648 в должности инженера, был участником создания систем радиоуправления для космических аппаратов и ракет.

### В НИИ-88 — ЦНИИ машиностроения
С 1960 по 1985 год на научно-исследовательской работе в НИИ-88 (с 1967 года — ЦНИИ машиностроения) в системе ГКСМ СССР по оборонной технике (с 1965 года — МОМ СССР) на должностях:
старший инженер, руководитель группы и сектора. С 1971 по 1985 год — секретарь партийного комитета и заместитель директора ЦНИИ машиностроения. В. Ф. Грибанов внёс весомый вклад в развитие научных исследований по вопросам прочности и надёжности изделий ракетно-космической техники, он принимал непосредственное участие в создании новых методов отработки прочности ракетно-космических конструкций. В. Ф. Грибанов был участником осуществления отработки межконтенинтальной баллистической ракеты «РТ-2», твердотопливной баллистической ракеты подводных лодок «Р-39», серии многоместных транспортных пилотируемых космических кораблей «Союз», ракета-носитель тяжёлого класса, предназначенная для выведения автоматических космических аппаратов на орбиту Земли и далее в космическое пространство «Протон», ракета-носитель сверхтяжёлого класса «Н-1» с пилотируемым экспедиционным космическим кораблём Л3 по организации полёта человека на поверхность Луны и возвращения его обратно, долговременных орбитальных научных станций, осуществлявших полёты в околоземном космическом пространстве с космонавтами и в автоматическом режиме «Салют» и «Мир» и многоразовой транспортной космической системы «Энергия — Буран».

### На руководящей работе в МОМ СССР
С 1985 по 1992 год — начальник 8-го Главного управления и с 1988 года — член Коллегии Министерства общего машиностроения СССР. В. Ф. Грибанов курировал проведение опытно-конструкторских и научно-исследовательских работ, им был внёсён огромный вклад в развитие научных исследований по направлениям надёжности и прочности изделий ракетно-космической техники и в совершенствование экспериментальной базы Министерства общего машиностроения СССР.
В 1962 году В. Ф. Грибанову была присвоена учёная степень кандидат технических наук, в 1970 году — доктор технических наук. В 1973 году приказом ВАК СССР ему было присвоено учёное звание — профессор. В 1994 году В. Ф. Грибанов был избран академиком и академиком-секретарём по Отделению проблемы надёжности и экспериментальной отработки Российской академии космонавтики имени К. Э. Циолковского и членом Президиума этой академии.
В 1981 году Постановлением ЦК КПСС и СМ СССР «За разработку средств обеспечения в процессе полёта и технических средств управления полётом комплекса „Салют-6“ — „Союз“ — „Прогресс“, производственно-
технического комплекса для обслуживания станции „Салют-6“» В. Ф. Грибанов был удостоен Государственной премии СССР в области науки и техники. 21 марта 2002 года Постановлением Правительства Российской Федерации В. Ф. Грибанову была присуждена Премия Правительства Российской Федерации в области науки и техники
Скончался 22 декабря 2003 года в Москве, похоронен в колумбарии Ваганьковского кладбища.

## Награды
Основной источник:
- Орден Ленина
- два Ордена Трудового Красного Знамени

### Звания
- Заслуженный деятель науки и техники РСФСР (1991)

### Премии
- Государственная премия СССР в области науки и техники (1981)
- Премия Правительства Российской Федерации в области науки и техники (2002)[3]